# Uramya aldrichi
Uramya aldrichi là một loài ruồi trong họ Tachinidae.